# NGC 5869
NGC 5869 (другие обозначения — UGC 9742, MCG 0-39-6, ZWG 21.22, KCPG 456B, PGC 54119) — линзообразная галактика (S0) в созвездии Дева.
Этот объект входит в число перечисленных в оригинальной редакции «Нового общего каталога».